# Mandarin Oriental, Atlanta
Pour les articles homonymes, voir Mandarin Oriental.
Mandarin Oriental, Atlanta anciennement, The Mansion on Peachtree est un gratte-ciel de 177 mètres de hauteur construit à Atlanta aux États-Unis de 2006 à 2008. Il abrite un hôtel et des logements.
Les architectes sont Robert A. M. Stern et Milton Pate.